# أحدوبة قصبة الساق
أحدوبة الظنبوب (بالإنجليزية: Tuberosity of the tibia)‏ أو أحدوبة قصبة الساق هو نتؤ (بروز) عظمي كبير مستطيل يقع على الجانب الأمامي من الجزء القريب من قصبة الساق أو عظم الظنبوب (باللاتينية: Tibia)، أسفل بقليل حيث ينتهي السطحان الأماميان للّقمة الإنسية واللّقمة الوحشية لعظم الظنبوب.

## البنيان
توفّر أحدوبة الظنبوب مُرتكزاً للرباط الرضفي ، الذي يرتبط أيضاً بالأجزاء العلوية الأمامية من الرضفة مكونا الوتر البعيد (بالإنجليزية: distal)‏ للعَضَلَةُ رُباعِيَّةُ الرُّؤوس (بالإنجليزية: quadriceps femoris)‏. الوتر يربط العضلات بالعظام، في حين أن الرباط يربط العظام بالعظام.
تتكون العَضَلَةُ رُباعِيَّةُ الرُّؤوس من: العضلة المستقيمة الفخذية (بالإنجليزية: Rectus femoris muscle)‏ العضلة المتسعة الوحشية (بالإنجليزية: Vastus lateralis muscle)‏ ، العضلة المتسعة الانسية (بالإنجليزية: Vastus medialis muscle)‏ ، والعضلة المتسعة الوسطى (بالإنجليزية: Vastus intermedius muscle)‏ ، ويقوم العصب الفخذي بتعصيب كل تلك العضلات الأربع .
تُشكّل أحدوبة الظنبوب الطرف النهائي للبنيان الكبير الذي يعمل بمثابة رافعة لبسط مفصل الركبة ومنعها من التداعي والسقوط عندما تضرب القدمُ الأرضَ. يمكن جسّ الرباطان، والرضفة، وأحدوبة الظنبوب وفحصهم جميعاً بواسطة اليد بسهولة لأنهم أجزاء سطحية.

## الكسور
كسور أحدوبة الظنبوب نادرة، وهي أكثر شيوعا في المراهقين. عند الركض وحركات القفز، يمكن للتقلص الشديد في العضلات الباسطة للركبة أن يؤدي إلى كسور قلعية لأحدوبة الظنبوب. إذا لم يتحرك الجزء المكسور من مكانه الطبيعي على عظم الظنبوب (قصبة الساق) فيكون كل المطلوب هو عمل جبيرة. أما إذا تحرك جزء العظم المكسور من مكانه الطبيعي، فيصبح إجراء عملية جراحية أمراً ضرورياً لإستعادة الوظيفة الطبيعة.

## داء التنكس العظمي الغضروفي
يمكن أن ينشأ مضض (ألمٌ عند لمس المنطقة) في أحدوبة الظنبوب بسبب داء التَّنَكُّسُ العَظْمِيُّ الغُضْروفِيُّ لأُحْدوبَةِ الظُّنْبوب (التهاب الرباط الرضفي) أو بسبب التهاب الجراب العميق تحت الرضفة (بالإنجليزية:  infrapatellar bursitis)‏.

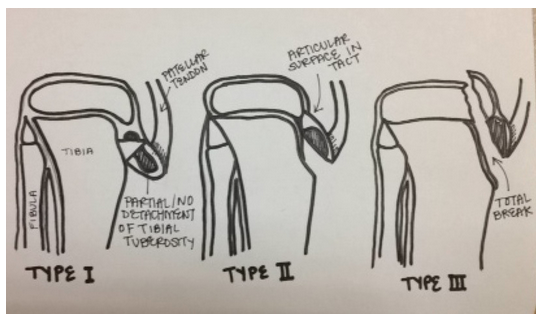
أنواع الكسر القلعي الثلاثة في أحدوبة الظنبوب.

البروز العظمي في أحدوبة الظنبوب يمكن أن يكون نتيجة لتَهَيُّج مستمر جراء داء التَّنَكُّسُ العَظْمِيُّ الغُضْروفِيُّ في سن المراهقة مع صَفائح نُّمُوّ مفتوحة (صَّفيحَةُ مُشاشِيَّة أو غُضْروفُ مُشاشِيّ)، أو بسبب ما تبقى من 'داء التَّنَكُّسُ العَظْمِيُّ الغُضْروفِيُّ في البالغين.

## وصلات خارجية
- داء أوزغود-شلاتر (التنكس العظمي الغضروفي لأحدوبة الظنبوب) - الموسوعة الطبية الصيدلانية.
- اوزغـود - شلاتـر (Osgood-Schlatter disease)[وصلة مكسورة] - ويب طب Webteb.

## صور اضافية

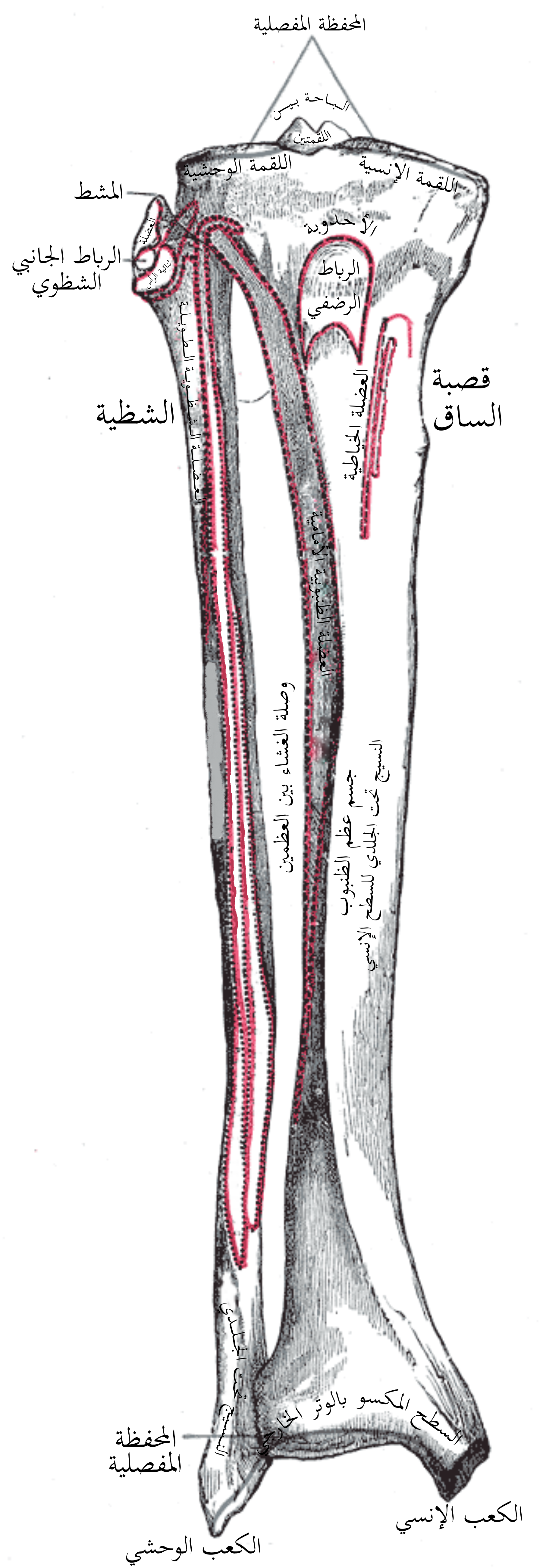
عظام الساق الأيمن ، نظرة أمامية.
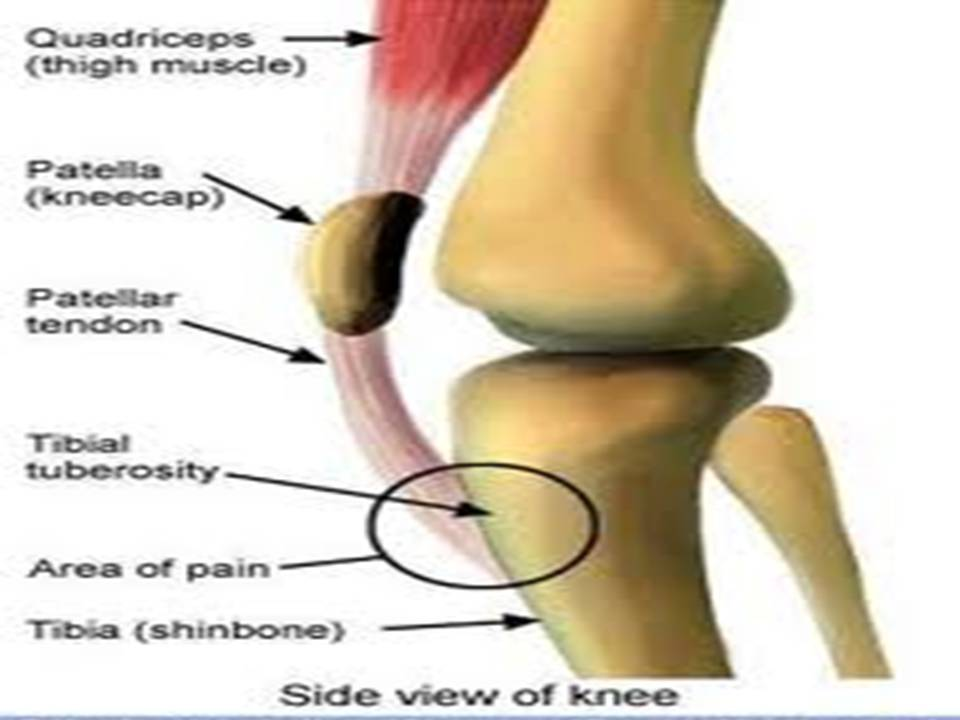
تشريح الركبة. أحدوبة الظنبوب (tibial Tuberosity).
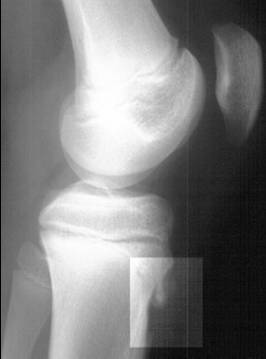
أحدوبة الظنبوب ظاهرة داخل المربع الصغير.
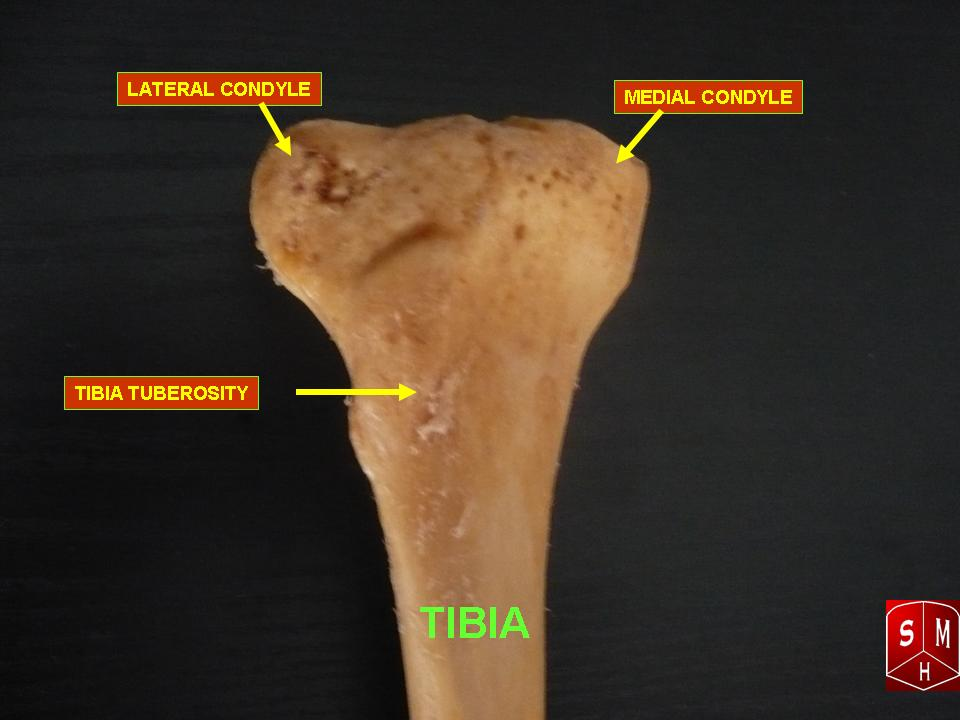
أحدوبة الظنبوب ظاهرة (tibia Tuberosity).